# Ju Dou
Pour plus de détails, voir Fiche technique et Distribution.
Ju Dou est un film chinois réalisé par Zhang Yimou et Yang Fengliang, sorti en 1990. Il a été le premier film chinois à obtenir une nomination pour l'Oscar du meilleur film en langue étrangère

## Résumé
Dans la Chine des années 1920, un vieil homme, Yang Jin-Shan, propriétaire d'une teinturerie, décide de s'acheter une belle jeune femme du village voisin afin qu'elle lui donne un garçon. La jeune épouse, prénommée Ju Dou, fait vite comprendre à son mari qu'elle n'entend pas se prêter aux jeux sexuels et violents dont il raffole.
Elle est dès lors régulièrement battue et humiliée par son mari, impuissant à concevoir la progéniture tant souhaitée. Elle va alors chercher de l'aide auprès du fils adoptif de son époux : un brave homme, attentionné, mais encore trop soumis malgré les brimades et le mépris que son père adoptif lui témoigne.
Le vieil homme va bientôt récolter le fruit de sa violence, puisque paralysé à la suite d'un grave accident. Il se retrouve à la merci de sa femme et de son amant qui, pour se venger, vont préférer le garder en vie, enfermé dans un tonneau, pour qu'il assiste, impuissant mais méprisant, à leur bonheur étalé sans pudeur devant ses yeux.

## Fiche technique
- Titre : Ju Dou (chinois : 菊豆; pinyin: Jú Dòu)
- Réalisation : Zhang Yimou, Yang Fengliang
- Scénario : Liu Heng
- Décors : Cao Jiu-ping, Xia Ru-jin
- Montage : Du Yuan
- Photographie : Gu Chang-wei
- Musique : Zhao Ji-pin
- Pays d'origine : Chine
- Langue originale : Mandarin
- Format : Couleurs - 1,66:1 - Dolby - 35 mm
- Genre : Drame
- Durée : 95 minutes
- Date de sortie : 1990

## Distribution
- Gong Li : Ju Dou
- Li Wei : Yang Jin-shan
- Li Baotian : Yang Tian-qing
- Chong Ma
- Zhijun Cong
- Wu Fa
- Jia Jin
- Xingli Niu
- Yang Qianbin

## Nominations et récompenses
- 1990 : Sélection officielle, en compétition, au 43e Festival de Cannes (en lice pour la Palme d'or)
- 1991 : Nomination à l'Oscar du meilleur film en langue étrangère

## Sorties en vidéo
En France, le film a été édité en DVD en 2010 par Les Films sans frontière. Présentation